# COVID-19
COVID-19 (do inglês: coronavirus disease 2019; lit. "doença por coronavírus 2019") é uma doença infeciosa causada pelo coronavírus da síndrome respiratória aguda grave 2 (SARS-CoV-2). Os sintomas mais comuns são febre, tosse seca e cansaço. Entre outros sintomas menos comuns estão dores musculares, dor de garganta, dor de cabeça, congestão nasal, conjuntivite, perda do olfato e do paladar e erupções cutâneas. Cerca de 80% das infeções pelo SARS-CoV-2 confirmadas têm sintomas ligeiros de COVID-19 ou são assintomáticos, e a maioria recupera sem sequelas. No entanto, 15% das infeções resultam em COVID-19 severa com necessidade de oxigénio e 5% são infeções muito graves que necessitam de ventilação assistida em ambiente hospitalar. Os casos mais graves podem evoluir para pneumonia grave com insuficiência respiratória grave, sepse, falência de vários órgãos e morte. Entre os sinais de agravamento da doença estão a falta de ar, dor ou pressão no peito, dedos de tom azul ou perturbações na fala e no movimento. O agravamento pode ser súbito, ocorre geralmente durante a segunda semana e requer atenção médica urgente.
A doença transmite-se através de gotículas produzidas nas vias respiratórias das pessoas infectadas. Ao espirrar ou tossir, estas gotículas podem ser inaladas ou atingir diretamente a boca, nariz ou olhos de pessoas em contacto próximo. Estas gotículas podem também depositar-se em objetos e superfícies próximas que podem infectar quem toque nelas e leve a mão aos olhos, nariz ou boca, embora esta forma de transmissão seja menos comum. O intervalo de tempo entre a exposição ao vírus e o início dos sintomas é de 2 a 14 dias, com uma média de 5 dias. Entre os fatores de risco estão a idade avançada e doenças crônicas graves como doenças cardiovasculares, diabetes ou doenças pulmonares. Adsuspeita io dagnóstico é sfeita com ase nos sintomas e fatores de risco e confirmado com ensaios em tempo real de reação em cadeia de polimerase para deteção de ARN do vírus em amostras de muco ou de sangue.
Entre as medidas de prevenção estão a lavagem frequente das mãos, evitar o contacto próximo com outras pessoas, evitar tocar com as mãos na cara e o uso de máscara em locais públicos. À data de 25 de março de 2021, 12 vacinas contra a COVID-19 tinham recebido autorização de uso por pelo menos uma entidade reguladora nacional em todo o mundo. Não existe tratamento antiviral específico para a doença. O tratamento consiste no alívio dos sintomas e cuidados de apoio. As pessoas com casos ligeiros conseguem recuperar em casa. Os antibióticos não têm efeito contra vírus.
O SARS-CoV-2 foi identificado pela primeira vez em seres humanos em dezembro de 2019 na cidade de Wuhan, na China. Pensa-se que o SARS-CoV-2 seja de origem animal. O surto inicial deu origem a uma pandemia global que à data de 29 de junho de 2025 tinha resultado em 778 276 535 casos confirmados e 7 097 307 mortes em todo o mundo. Os coronavírus são uma grande família de vírus que causam várias doenças respiratórias, desde doenças ligeiras como a constipação até doenças mais graves como a síndrome respiratória aguda grave (SARS). Entre outras epidemias causadas por coronavírus estão a epidemia de SARS em 2002-2003 e a epidemia de síndrome respiratória do Médio Oriente (MERS) em 2012.

## Sinais e sintomas
| Sintoma                              | Percentagem |
| ------------------------------------ | ----------- |
| Febre                                | 87,9%       |
| Tosse seca                           | 67,7%       |
| Fadiga                               | 38,1%       |
| Expectoração                         | 33,4%       |
| Falta de ar                          | 18,6%       |

Sintomas mais comuns de COVID-19

| Dores musculares ou nas articulações | 14,8%       |
| Garganta inflamada                   | 13,9%       |
| Dor de cabeça                        | 13,6%       |
| Suor frio                            | 11,4%       |
| Náuseas ou vómitos                   | 5,0%        |
| Congestão nasal                      | 4,8%        |
| Diarreia                             | 3,7%        |
| Tosse com sangue                     | 0,9%        |
| Congestão conjuntival                | 0,8%        |

A gravidade dos sintomas varia, desde sintomas ligeiros semelhantes à constipação até pneumonia viral grave com insuficiência respiratória potencialmente fatal. O período de incubação entre a exposição ao vírus e o início dos sintomas é, em média, de 5 dias, embora possa variar entre 2 e 14 dias. A doença é contagiosa durante o período de incubação, pelo que uma pessoa infectada pode contagiar outras antes de começar a manifestar sintomas.
Em muitos casos de infeção não se manifestam sintomas. Nos casos sintomáticos, os sintomas mais comuns são febre, tosse, falta de ar e cansaço. Entre outros possíveis sintomas estão dores musculares, dor de garganta, dor de cabeça, congestão nasal, conjuntivite, perda do olfato e do paladar, espirros, diarreia, erupções cutâneas na pele ou dedos de tom azul. Outro sintoma que tem sido associado à doença, em particular à variante Ómicron, são suores noturnos.
Entre os sinais de emergência que indicam a necessidade de procurar imediatamente cuidados médicos estão a dificuldade em respirar ou falta de ar, dor persistente ou pressão no peito, confusão, ou tom azul na pele dos lábios ou da cara.
Entre as possíveis complicações da doença estão pneumonia grave, falência de vários órgãos, complicações cardiovasculares, complicações neurológicas, insuficiência renal aguda, insuficiência hepática aguda, síndrome da libertação de citocinas, síndrome inflamatório multissistémico pediátrico, choque séptico, coagulação intravascular disseminada, insuficiência respiratória aguda, aspergilose, lesões no pâncreas, rabdomiólise, anemia hemolítica autoimune, trombocitopenia imune, tiroidite subaguda e morte.
A doença está associada a um estresse inflamatório elevado que pode causar diversas complicações cardiovasculares. A inflamação do sistema vascular pode resultar em microangiopatia difusa com trombose, e a inflamação do miocárdio pode resultar em miocardite, insuficiência cardíaca, arritmias, síndrome coronária aguda, deterioração rápida e morte súbita.
Entre os casos graves da doença é comum a ocorrência de complicações neurológicas, incluindo doença cerebrovascular aguda, perturbações no estado de consciência, ataxia, crises epilépticas, neuralgia, lesões no músculo esquelético, meningite, encefalite, encefalopatia, mioclonia, mielite transversa e síndrome de Guillain-Barré. A presença de complicações neurológicas está associada a um prognóstico menos favorável.
Apesar de disfunções no olfato e paladar serem normalmente temporárias e afetarem menos pessoas nas variantes mais recentes do vírus, existem relatos de pessoas com sintomas de longo prazo da doença que têm revelado parosmia. Pessoas afetadas descrevem como um odor "insuportável" de peixe, de queimado, ou mesmo de enxofre. A doença trouxe um aumento no número de casos a respeito de pacientes com redução da função cognitiva — como memória, habilidade perceptiva e atenção — associada ao vírus, e existe forte evidência de patologias afetando o cérebro relacionadas à doença. Em particular, a anosmia está associada a dano no centro de olfato do cérebro, possivelmente causado por falta de estímulo, uma vez que o vírus ataca células no nariz associadas à transmissão dos cheiros aos neurônios responsáveis pelo olfato.

## Causas

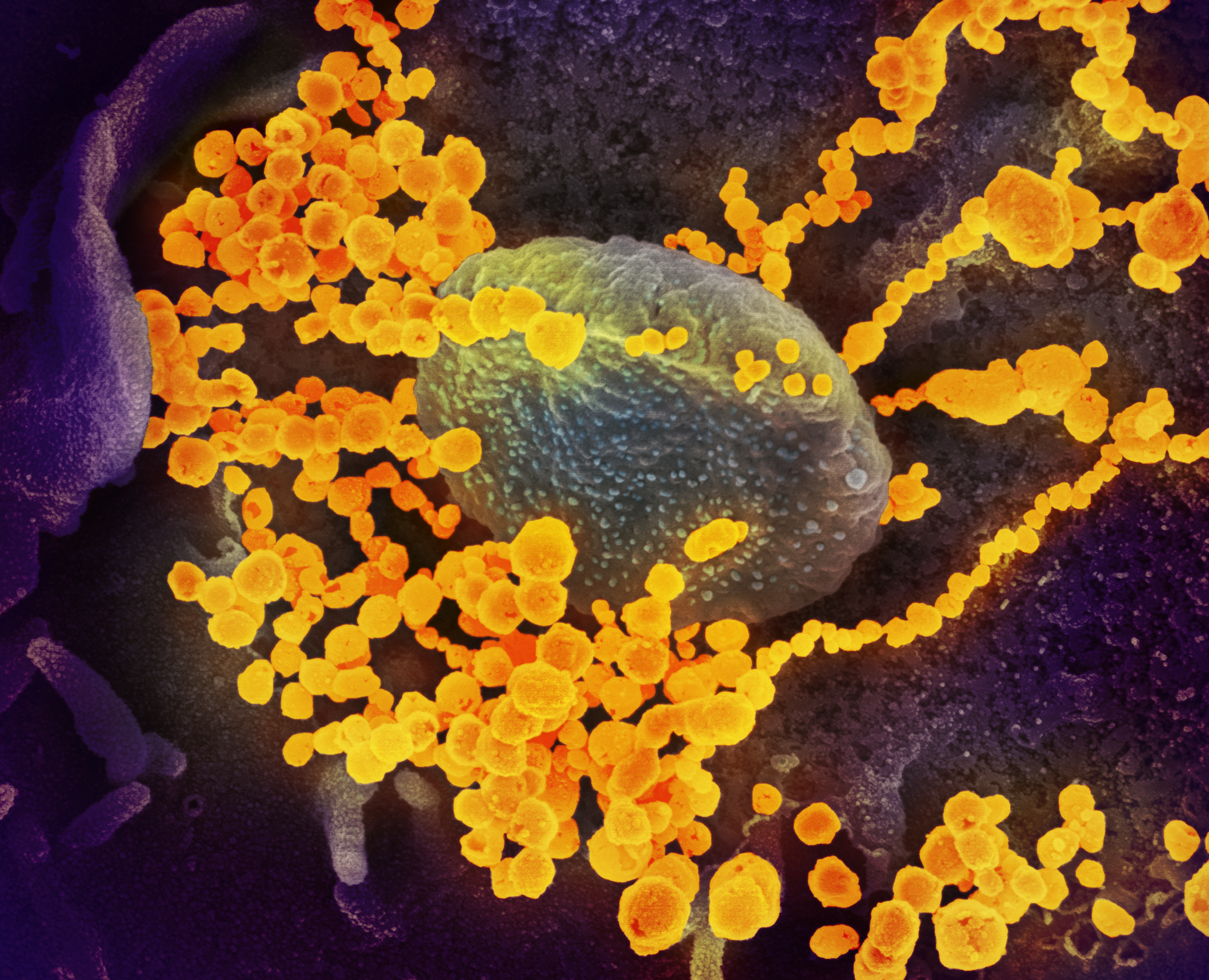
Partículas de SARS-CoV-2 (a amarelo) a emergir de uma célula humana. Imagem obtida por microscópio eletrónico de varrimento com coloração digital

A COVID-19 é causada pela infeção com o coronavírus da síndrome respiratória aguda grave 2 (SARS-CoV-2). O vírus transmite-se através de gotículas produzidas nas vias respiratórias das pessoas infetadas. Ao espirrar ou tossir, estas gotículas podem ser inaladas ou atingir diretamente a boca, nariz ou olhos de pessoas em contacto próximo. Estas gotículas podem também depositar-se em objetos e superfícies próximos que podem em seguida infetar quem nelas toque e leve a mão aos olhos, nariz ou boca, embora esta forma de transmissão seja menos comum.
A doença é mais contagiosa nos três primeiros dias após o início dos sintomas. No entanto, a transmissão do vírus também é possível durante o período de incubação, antes de aparecerem sintomas, e nos estádios finais da doença. O SARS-CoV-2 pode manter-se ativo de várias horas a dias em gotículas e superfícies. É detectável em aerossóis por até três horas, até quatro horas em cobre, até 24 horas em papelão e até dois a três dias em plástico e aço inoxidável.
Os fatores de risco são residência ou viagem nos 14 dias anteriores para um local de transmissão comunitária ativa, contacto próximo com um caso confirmado, idade avançada, residência em lares de terceira idade, sexo masculino, etnia, presença de comorbidades como hipertensão arterial, doenças cardiovasculares, obesidade, diabetes, tabagismo, doenças respiratórias crónicas, cancro, doença renal crónica e doença hepáticas, doenças cerebrovasculares, doença hepática gordurosa, ter sido submetido a uma cirurgia ou transplante e poluição do ar.

## Mecanismo
O SARS-CoV-2 afeta principalmente os pulmões. O vírus entra no corpo pelo nariz, boca ou olhos e infeta células que produzem uma proteína denominada enzima conversora da angiotensina 2 (ACE2). A ACE2 é mais abundante nas células alveolares do tipo II dos pulmões. O vírus liga-se à célula fundindo a sua membrana lipídica com a membrana da célula e em seguida começa a libertar o seu ARN. A célula lê o ARN viral e começa a produzir proteínas que inibem o sistema imunitário e ajudam a produzir novas cópias do vírus. Cada célula infetada pode produzir e libertar milhões de cópias do vírus antes de morrer, infetando novas células e causando sintomas respiratórios. À medida que o vírus infeta cada vez mais células alveolares, a doença pode evoluir para insuficiência respiratória grave e morte. O vírus pode também infetar as células do coração, abundantes em ACE2, causando doença cardíaca. Os sintomas respiratórios e o prognóstico são mais graves em pacientes com doenças cardiovasculares, o que pode estar associado a uma maior secreção de ACE2 neste pacientes em comparação com pessoas saudáveis. A densidade de ACE2 em cada tecido está correlacionada com a gravidade da doença nesse tecido.
O vírus pode também afetar os órgãos gastrointestinais, uma vez que a ACE2 é expressa em abundância nas células glandulares do epitélio gástrico, duodenal e retal e nas células endoteliais e enterócitos do intestino delgado. O vírus foi observado em fezes, estando a ser investigada a hipótese de transmissão fecal-oral. Cerca de 17% dos pacientes continua a apresentar o vírus nas fezes mesmo após já não o apresentar no sistema respiratório.
O SARS-CoV-2 apresenta uma baixa taxa de mutação e pouca variabilidade. À data de agosto de 2020 existiam em circulação seis estirpes de SARS-Cov-2. A estirpe original é a estirpe L, que apareceu em Wuhan em dezembro de 2019. A primeira mutação genética do vírus ocorreu no início de 2020 e foi denominada estirpe S, tendo posteriormente ocorrido as mutações V e G. No fim de fevereiro, a estirpe G deu origem às estirpes GR e GH. A estirpes G e GR são as mais comuns na Europa e na América do Sul, enquanto a estirpe GH é mais comum na América do Norte. As estirpes L e V encontram-se a desaparecer gradualmente.

### Danos renais
Embora o dano alveolar difuso e a insuficiência respiratória aguda sejam as principais características da COVID-19, há envolvimento de outros órgãos, incluindo os rins. Insuficiência renal aguda (IRA) é uma importante complicação da COVID-19, já que ao atingir o pulmão com inflamação o vírus entra no sangue e chega aos rins atacando-o.
Até o momento não está esclarecido se a IRA na COVID-19 é causada por efeitos citopáticos induzidos pelo SARS-CoV-2 ou por uma resposta inflamatória sistêmica decorrente de uma "tempestade" de citocinas. Em pacientes com tempestade de citocinas, a IRA pode ocorrer como resultado de inflamação intra-renal, aumento da fluxo vascular, perda de volume e cardiomiopatia, que podem levar à síndrome cardiorrenal tipo 1. A síndrome de liberação de citocinas inclui lesão interna do vaso sanguíneo, que se manifesta vazamento de sangue dentro do pulmão, edema, hipertensão abdominal, perda de líquido das veias e hipotensão. Achados recentes confirmaram a estreita relação entre dano alveolar e tubular – o eixo pulmão-rim na síndrome respiratória aguda.

## Diagnóstico

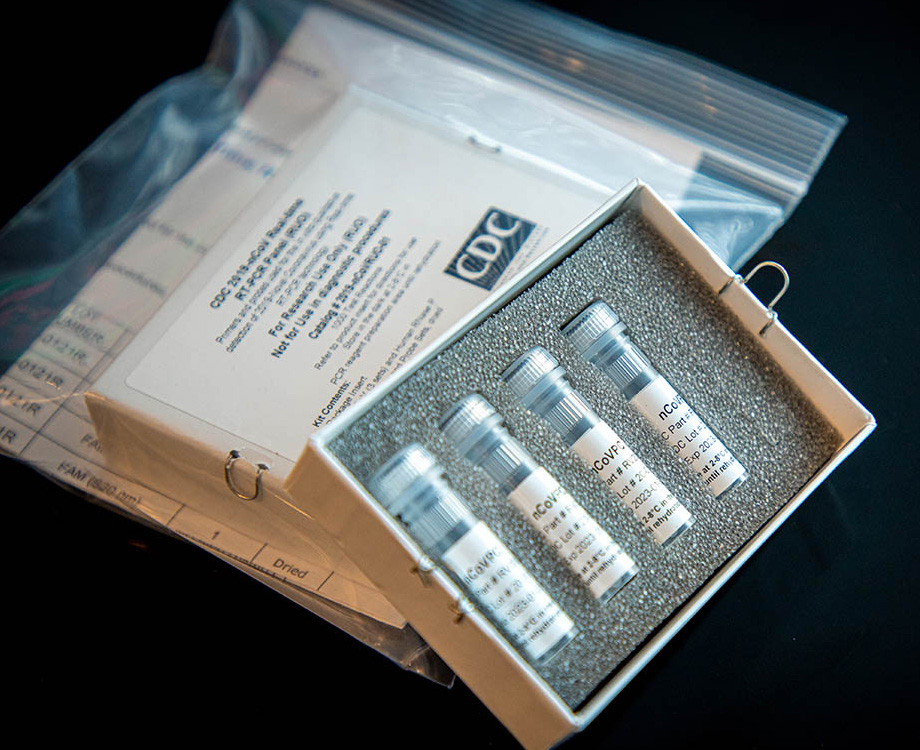
Kit de diagnóstico de COVID-19 por reação em cadeia de polimerase via transcriptase reversa (rRT-PCR) em tempo real

O diagnóstico da doença pode ser suspeito com base na combinação de sintomas, fatores de risco e de uma TAC ao tórax que mostre sinais de pneumonia. O diagnóstico pode ser confirmado com um exame de reação em cadeia de polimerase via transcriptase reversa (rRT-PCR) ao exsudado nasofaríngeo ou a uma amostra de secreções do trato respiratório. Podem também ser usados ensaios imunológicos para deteção dos anticorpos numa amostra de sangue. Os resultados demoram geralmente de algumas horas a alguns dias.
Os critérios de diagnóstico definidos pelo hospital da Universidade de Wuhan sugerem métodos de deteção de infeções com base nas características clínicas e risco epidemiológico. Os critérios consistem em identificar pacientes com pelo menos dois dos seguintes sintomas, além de historial de deslocações para a província de Wuhan ou contacto com outros pacientes infetados: febre, achados imagiológicos sugestivos de pneumonia, concentração de glóbulos brancos normal ou inferior ao normal, ou contagem de leucócitos inferior ao normal.

### Classificação
A OMS classifica os casos de COVID-19 em leves, moderados, graves e críticos. Um caso é considerado leve quando corresponde à definição de caso da doença sem evidências de hipóxia ou pneumonia. Os sintomas mais comuns são febre, tosse, fadiga, falta de apetite, falta de ar e dores musculares. Entre outros sintomas inespecíficos estão garganta inflamada, congestão nasal, dores de cabeça, diarreia, náuseas, vómitos e perda de olfato e paladar. Os idosos e imunossuprimidos podem apresentar sintomas atípicos.
Um caso é considerado moderado quando existem sinais de pneumonia, como febre, tosse, falta de ar e respiração acelerada, mas não existem sinais de pneumonia grave (SpO2 ≥90%). Em crianças, um caso é considerado moderado quando existem sinais de pneumonia sem gravidade, como tosse ou falta de ar e respiração acelerada ou contração do peito entre as costelas.
Em adolescentes ou adultos, um caso é considerado grave quando existem sinais de pneumonia e pelo menos mais um dos seguintes sinais: frequência respiratória superior a 30 respirações por minuto, ou desconforto respiratório agudo ou SpO2 inferior a 90%. Em crianças, um caso é considerado grave quando existem sinais de pneumonia, como tosse ou dificuldade em respirar, e pelo menos mais um dos seguintes sintomas: cianose central ou SpO2 inferior a 90%, ou desconforto respiratório agudo, ou sinal geral de perigo, ou incapacidade de amamentar ou beber, letargia ou convulsões.
Um caso é considerado crítico na presença síndrome do desconforto respiratório agudo (SDRA), sepse ou choque séptico. Entre outras possíveis complicações estão embolia pulmonar, síndrome coronária aguda, AVC agudo e delírio.

## Prevenção

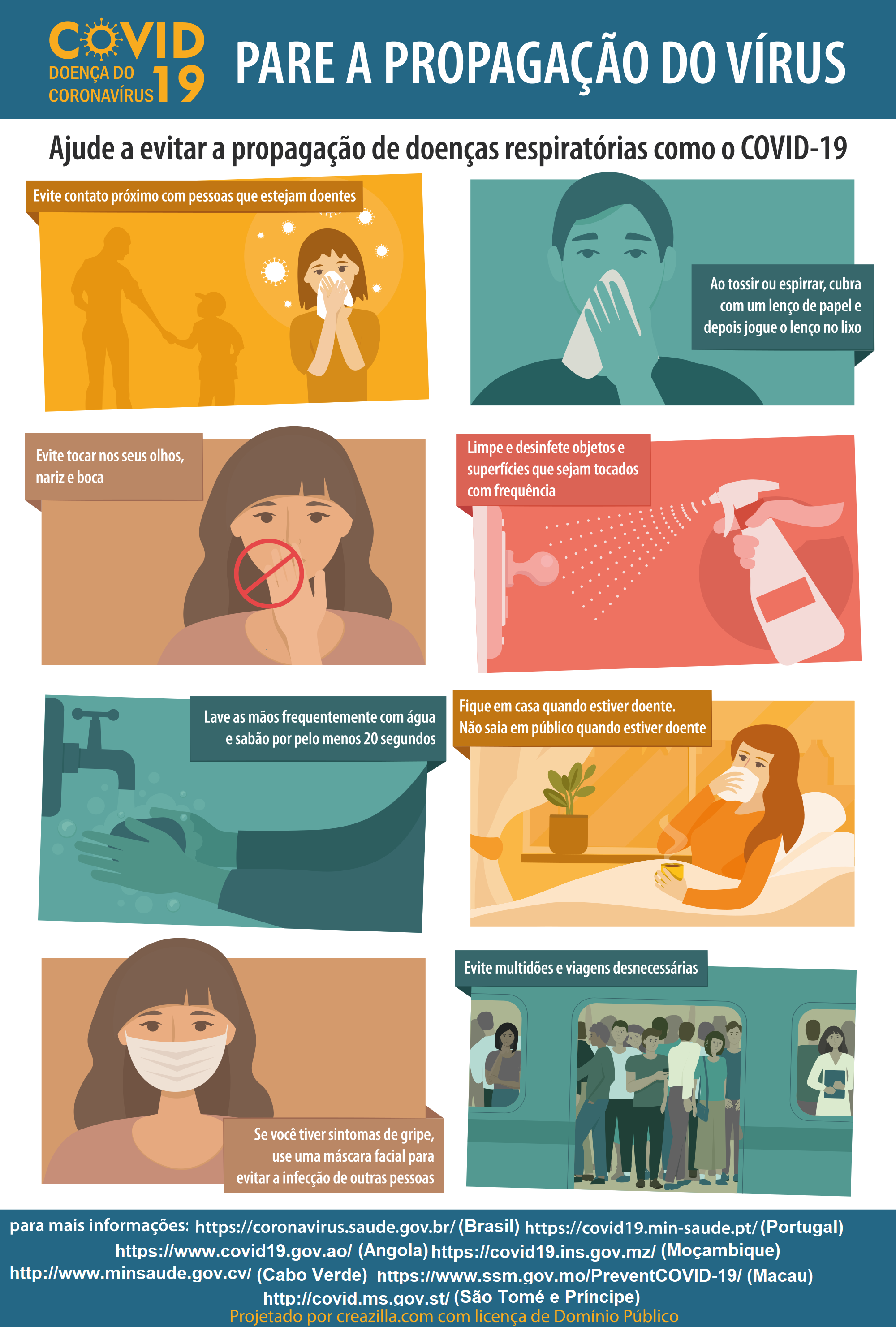
Cartaz de prevenção do coronavírus

As estratégias para prevenir a transmissão da doença incluem o uso de máscaras faciais não cirúrgicas e a manutenção de uma boa higiene pessoal: lavar as mãos, evitar tocar os olhos, nariz ou boca com as mãos sujas e tossir ou espirrar em um lenço de papel e colocar o lenço diretamente em um recipiente de lixo. Medidas de distanciamento físico também são recomendadas para prevenir a transmissão. Os profissionais de saúde que cuidam de alguém que pode estar infectado devem usar as precauções padrão, precauções de contato e proteção para os olhos.
Muitos governos restringiram ou aconselharam contra todas as viagens não essenciais de e para as áreas afetadas pelo surto. O vírus já se espalhou dentro de comunidades em grandes partes do mundo, com muitos não sabendo onde ou como foram infectados.
Conceitos errôneos estão circulando sobre como prevenir a infecção; por exemplo, enxaguar o nariz e gargarejar com enxaguante bucal não são eficazes.

### Higiene das mãos
A higiene das mãos é recomendada para prevenir a propagação da doença. O CDC recomenda que as pessoas lavem as mãos frequentemente com água e sabão por pelo menos vinte segundos, especialmente depois de ir ao banheiro ou quando as mãos estiverem visivelmente sujas; antes de comer; e depois de assoar o nariz, tossir ou espirrar. Isso ocorre porque, fora do corpo humano, o vírus é morto pelo sabão doméstico, que estoura sua bolha protetora. Além disso, o sabão e a água interrompem a ligação pegajosa entre os patógenos e a pele humana, o que faz com que o patógeno do coronavírus deslize das mãos/corpo. O CDC recomendou o uso de um desinfetante para as mãos à base de álcool com pelo menos 60% de álcool por volume quando o sabão e a água não estiverem disponíveis. A OMS aconselha as pessoas a evitarem tocar os olhos, nariz ou boca com as mãos sujas. Não está claro se lavar as mãos com cinzas, quando não houver sabão disponível, é eficaz para reduzir a propagação de infecções virais.

### Distanciamento social

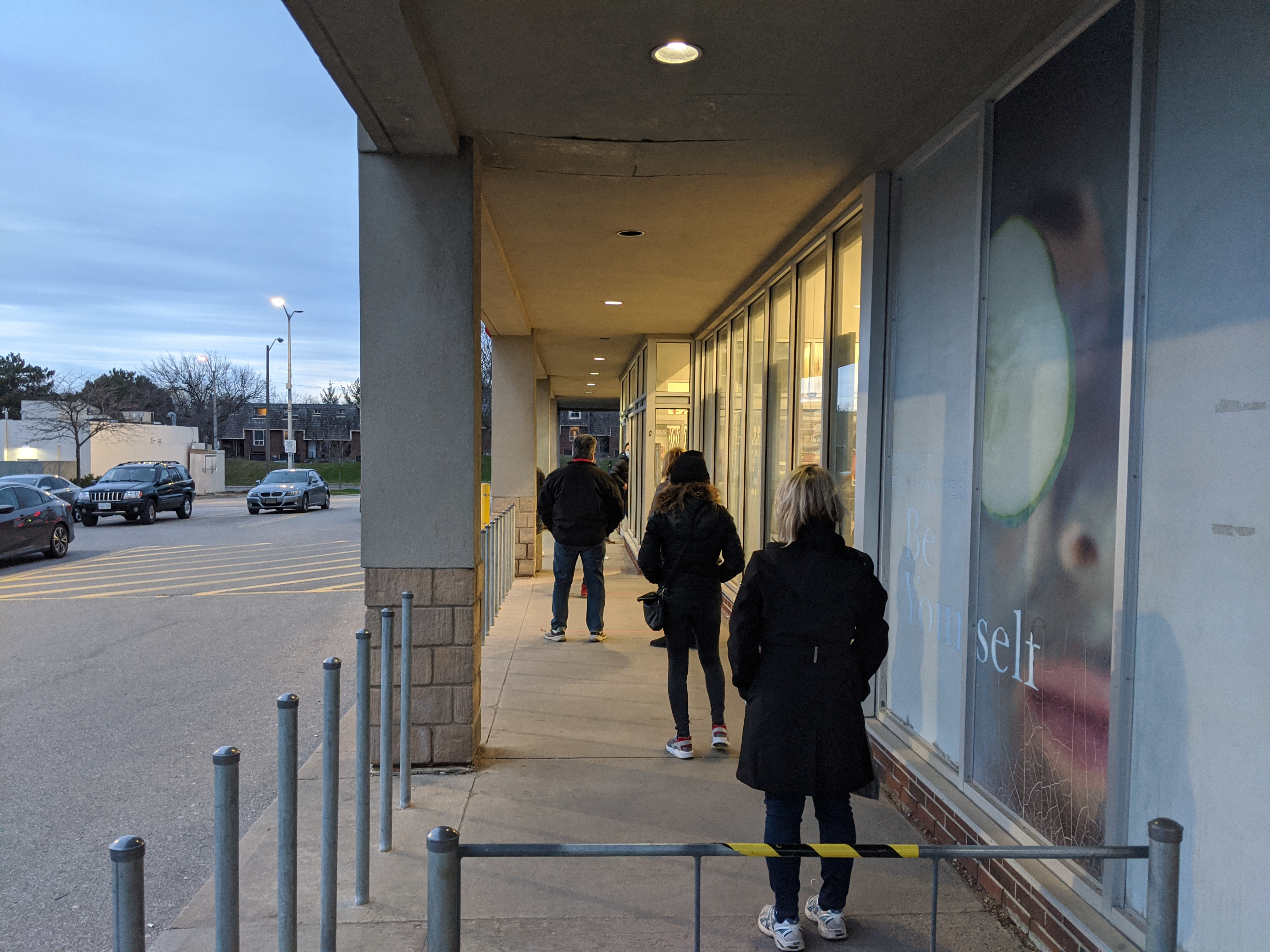
Distanciamento físico em Toronto, com um número limitado de clientes permitidos dentro de uma loja

O distanciamento social (também conhecido como distanciamento físico) inclui ações de controle de infecção destinadas a retardar a propagação da doença, minimizando o contato próximo entre indivíduos. Os métodos incluem quarentenas; restrições a viajar; e fechamento de escolas, locais de trabalho, estádios, teatros e/ou shopping centers. Os indivíduos podem aplicar métodos de distanciamento social ficando em casa, limitando viagens, evitando áreas lotadas, usando saudações sem contato e distanciando-se fisicamente dos outros. Muitos governos agora estão exigindo ou recomendando o distanciamento social nas regiões afetadas pelo surto. A não cooperação com medidas de distanciamento em algumas áreas contribuiu para a propagação da pandemia.
O tamanho máximo de reunião recomendado por órgãos governamentais e organizações de saúde dos Estados Unidos foi rapidamente reduzido de 250 pessoas (se não houvesse nenhuma propagação de COVID-19 conhecida em uma região) para 50 pessoas e, posteriormente, para 10. Em 22 de março de 2020, a Alemanha proibiu reuniões públicas de mais de duas pessoas. Uma revisão da Cochrane descobriu que a quarentena precoce com outras medidas de saúde pública são eficazes para limitar a pandemia, mas a melhor maneira de adotar e relaxar as políticas é incerta, pois as condições locais variam.
Os adultos mais velhos e aqueles com condições médicas subjacentes, como diabetes, doenças cardíacas, doenças respiratórias, hipertensão e sistema imunológico comprometido, enfrentam risco aumentado de ficarem gravemente doentes e de terem complicações e foram aconselhados pelo CDC a ficarem em casa o máximo possível nas áreas da comunidade do surto.
No final de março de 2020, a OMS e outros órgãos de saúde começaram a substituir o uso do termo "distanciamento social" por "distanciamento físico", para esclarecer que o objetivo é reduzir o contato físico mantendo as conexões sociais, seja virtualmente ou à distância. O uso do termo "distanciamento social" levou a implicações de que as pessoas deveriam se envolver em completo isolamento social, ao invés de encorajá-las a permanecer em contato por meios alternativos. Algumas autoridades publicaram diretrizes de saúde sexual para a pandemia, que incluem recomendações para fazer sexo apenas com alguém com quem você more e que não tenha o vírus ou os sintomas do vírus.

### Máscaras faciais e higiene respiratória

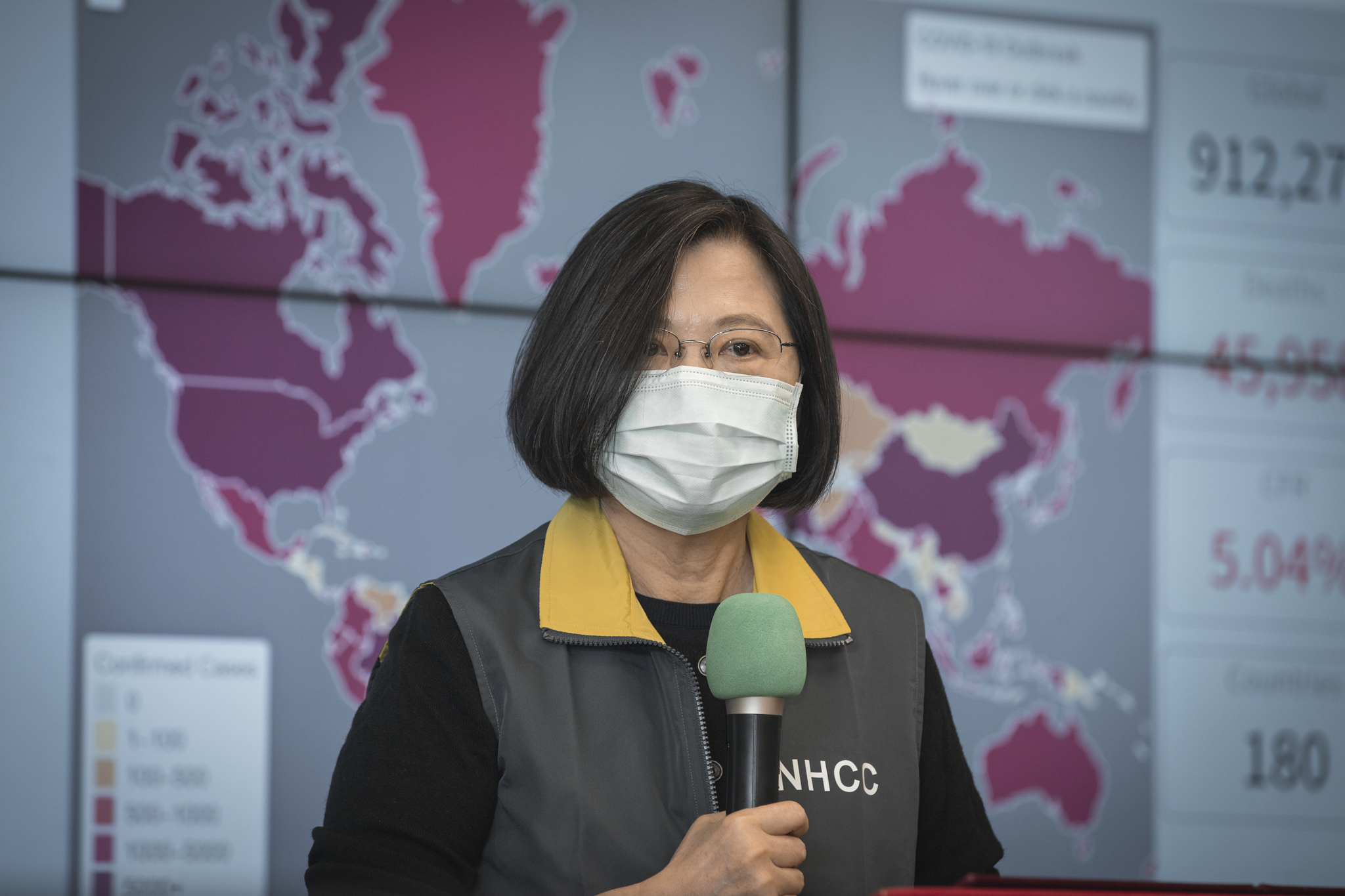
O CDC e a OMS aconselham que as máscaras reduzem a disseminação do coronavírus em indivíduos assintomáticos e pré-sintomáticos (na imagem, a presidente de Taiwan, Tsai Ing-wen, retratando o uso de uma máscara cirúrgica)

O CDC e a OMS recomendam que os indivíduos usem máscaras faciais não médicas em ambientes públicos onde há um risco aumentado de transmissão e onde as medidas de distanciamento social são difíceis de manter. Essa recomendação visa reduzir a propagação da doença em indivíduos assintomáticos e pré-sintomáticos e é complementar às medidas preventivas estabelecidas, como o distanciamento social. As máscaras faciais limitam o volume e a distância percorrida pelas gotículas expiratórias dispersas ao falar, respirar e tossir. Muitos países e jurisdições locais encorajam ou determinam o uso de máscaras faciais ou coberturas de tecido para o rosto por membros do público para limitar a propagação do vírus.
As máscaras também são fortemente recomendadas para aqueles que podem ter sido infectados e para aqueles que cuidam de alguém que pode ter a doença. Quando não estiver usando uma máscara, o CDC recomenda cobrir a boca e o nariz com um lenço ao tossir ou espirrar e recomenda usar a parte interna do cotovelo se não houver lenço disponível. Recomenda-se a higiene adequada das mãos após tossir ou espirrar. Os profissionais de saúde que interagem diretamente com os pacientes da COVID-19 são aconselhados a usar respiradores pelo menos tão protetores quanto o N95 certificado pelo NIOSH ou equivalente, além de outros equipamentos de proteção individual.

### Isolamento voluntário

Sem medidas de contenção da pandemia — como distanciamento social, vacinação e uso de máscaras faciais — os patógenos podem se espalhar exponencialmente. Este gráfico mostra como a adoção antecipada de medidas de contenção tende a proteger faixas mais amplas da população

O isolamento voluntário em casa tem sido recomendado para aqueles diagnosticados com COVID-19 e aqueles que suspeitam que foram infectados. As agências de saúde emitiram instruções detalhadas para o auto-isolamento adequado.
Muitos governos determinaram ou recomendaram a auto-quarentena para populações inteiras. As instruções de quarentena mais fortes foram emitidas para aqueles em grupos de alto risco. Aqueles que podem ter sido expostos a alguém com COVID-19 e aqueles que viajaram recentemente para um país ou região com a transmissão generalizada foram aconselhados a ficarem em quarentena por 14 dias a partir do momento da última exposição possível.

### Limpeza de superfícies
As superfícies podem ser descontaminadas com uma série de soluções (dentro de um minuto de exposição ao desinfetante para uma superfície de aço inoxidável), incluindo 62–71 por cento de etanol, 50–100 por cento de isopropanol, 0,1 por cento de hipoclorito de sódio, 0,5 por cento de peróxido de hidrogênio e 0,2–7,5 por cento de iodopovidona. Outras soluções, como cloreto de benzalcônio e gluconato de clorexidina, são menos eficazes. A irradiação germicida ultravioleta também pode ser usada. O CDC recomenda que se um caso de COVID-19 for suspeito ou confirmado em uma instalação como um escritório ou creche, todas as áreas como escritórios, banheiros, áreas comuns, equipamentos eletrônicos compartilhados como tablets, telas sensíveis ao toque, teclados, controles remotos, e os caixas eletrônicos usados pelos enfermos devem ser desinfetados.

### Ventilação e filtragem de ar

Prevenir um pico de infecções, prática também conhecida como achatar a curva epidemiológica, foi recomendado como uma forma de evitar que os serviços de saúde fossem sobrecarregados, além de prover mais tempo para que vacinas/tratamentos fossem desenvolvidos.

O CDC recomenda ventilação em espaços públicos para ajudar a limpar aerossóis infecciosos, bem como vários outros, incluindo aqueles relacionados à filtragem do ar; no entanto, os médicos têm sido cautelosos ao recomendar a filtragem do ar devido ao tamanho potencialmente muito pequeno das partículas de vírus. Alguns filtros são rotulados para remover vírus ao nível de 5 mícrons, mas há temores de que algumas partículas de vírus possam ser ainda menores. Alguns especialistas recomendam luz ultravioleta dentro de sistemas AVAC.

### Prevenção em casos suspeitos ou confirmados
No caso de suspeita da doença, as autoridades recomendam que a pessoa coloque imediatamente uma máscara e telefone para uma linha de assistência antes de se deslocar a um estabelecimento de saúde. Nos casos em que a pessoa esteja infetada ou suspeite de estar infetada, as autoridades de saúde recomendam que sejam tomadas medidas de prevenção adicionais para evitar contagiar outras pessoas. Entre estas medidas de prevenção adicionais estão evitar o uso de transportes públicos, usar máscara durante o contacto com outras pessoas, permanecer numa divisão isolada caso partilhem a casa com mais pessoas e, se possível, usar instalações sanitárias separadas, evitar partilhar objetos pessoais e limpar com sabão ou detergente e depois desinfetar diariamente as superfícies frequentemente tocadas na divisão de isolamento, como telefones, comandos, bancadas, tampos, maçanetas, sanitários, teclados e mesas de cabeceira. É ainda recomendado aos cuidadores que usem máscara.

### Vacina

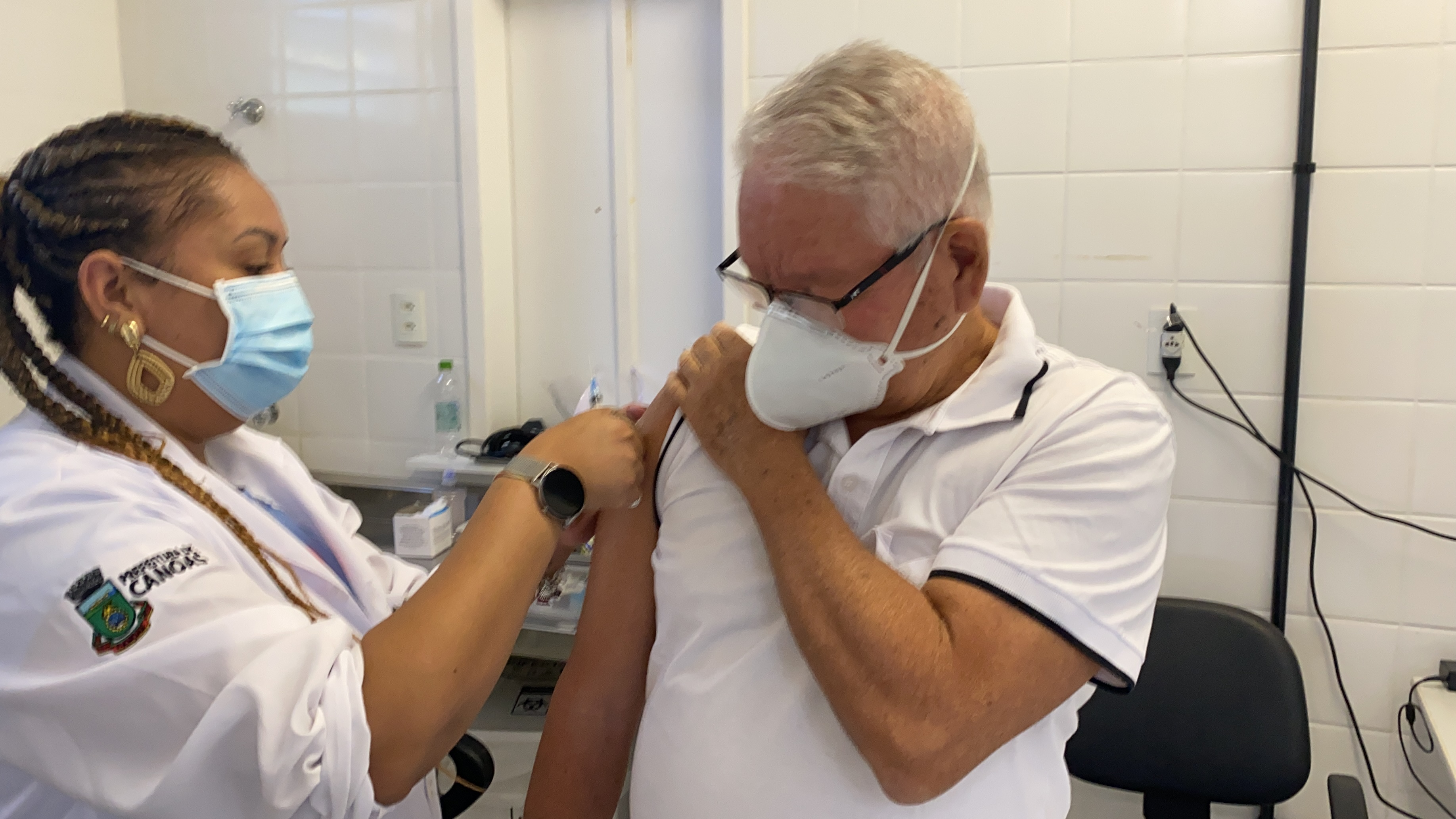
Idoso recebendo a segunda dose da vacina CoronaVac na vacinação em massa no Rio Grande do Sul.

Em ensaios clínicos de fase III, várias vacinas contra a COVID-19 demonstraram eficácia de até 95% na prevenção de formas graves e hospitalizações, embora a proteção contra infecções leves tenha diminuído com o surgimento de variantes como a Ômicron. Até abril de 2025, mais de 20 vacinas receberam autorização de uso por pelo menos uma entidade reguladora nacional em todo o mundo. Entre as vacinas autorizadas estão vacinas de RNA atualizadas (como as vacinas bivalentes da Pfizer-BioNTech e da Moderna, direcionadas a subvariantes da Ômicron), vacinas inativadas (Sinopharm, CoronaVac, Covaxin), vacinas de vetor viral (Oxford-AstraZeneca, Sputnik V, Johnson & Johnson), e vacinas de subunidade proteica (Novavax). Em 2025, o desenvolvimento de novas vacinas continua, com foco em formulações de amplo espectro contra futuras variantes, embora o número de candidatas em investigação clínica tenha diminuído.
Vários países implementaram programas nacionais de vacinação, priorizando idosos, pessoas com comorbidades e profissionais de saúde, com doses de reforço recomendadas para manter a proteção contra variantes recentes. Até abril de 2025, mais de 13,5 bilhões de doses de vacinas contra a COVID-19 foram administradas globalmente, com cerca de 70% da população mundial tendo recebido pelo menos uma dose. No Brasil, aproximadamente 514 milhões de doses foram aplicadas até 31 de março de 2025.

## Tratamento

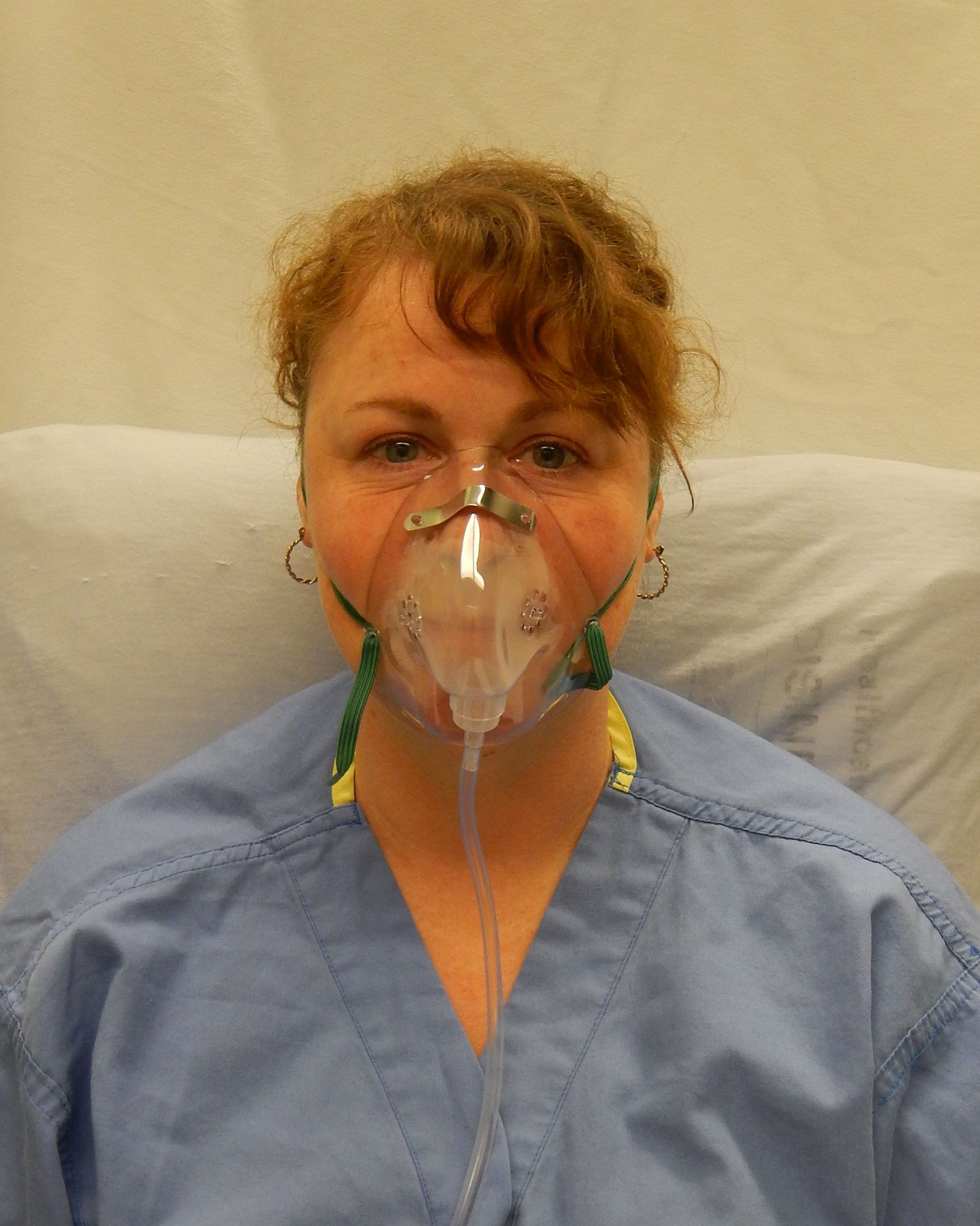
Os casos graves requerem administração de oxigénio (na imagem) e os casos críticos requerem internamento em unidade de cuidados intensivos

As pessoas que suspeitem estar infetadas são aconselhadas a usar constantemente máscara e a contactar imediatamente um serviço de saúde para aconselhamento. Não existe tratamento antiviral específico recomendado para a doença. O tratamento consiste em cuidados de apoio para o alívio de sintomas. Em casos graves podem ser necessários cuidados para manter as funções vitais.
Cerca de 81% dos casos de COVID-19 manifestam apenas sintomas ligeiros ou doença não complicada que pode ser tratada em casa. No entanto, cerca de 14% são casos graves que requerem internamento hospitalar e administração de oxigénio, e cerca de 5% são casos críticos que requerem internamento numa unidade de cuidados intensivos e ventilação assistida. O tempo médio desde o aparecimento de sintomas até ao internamento hospitalar é de cerca de 7 dias.
Em casos graves, a doença pode ser complicada por pneumonia grave com insuficiência respiratória grave, sepse e insuficiência de vários órgãos, incluindo insuficiência renal e insuficiência cardíaca. O risco de doença grave ou morte é maior em pessoas de idade avançada e pessoas com comorbidades como hipertensão arterial, diabetes ou doenças cardiovasculares. A OMS recomenda que as pessoas em grupos de risco sejam sempre observadas em ambiente hospitalar, mesmo que só manifestem sintomas ligeiros. Os pacientes com COVID-19 são monitorizados para sinais de rápida deterioração clínica. Os sinais de emergência incluem ausência de respiração ou obstrução das vias aéreas, desconforto respiratório grave, cianose, choque, coma ou convulsões.

### Casos ligeiros a moderados
As autoridades de saúde recomendam que as pessoas com sintomas ligeiros permaneçam em casa, contactem os serviços de saúde e monitorizem a evolução dos sintomas. Os casos moderados são os casos com sinais de pneumonia, mas sem sinais de pneumonia grave.
Em casos ligeiros ou sem sintomas pode não ser necessária intervenção hospitalar, exceto nos casos em que se receie rápida deterioração ou a pessoa não se consiga deslocar ao hospital no caso de piorar. Nos casos moderados de baixo risco a pessoa pode ser aconselhada a permanecer isolada em casa. Nos casos moderados de risco elevado ou em grávidas pode ser recomendado o tratamento em ambiente hospitalar.
As pessoas que se encontram a recuperar em casa são instruídas a isolar-se e a adotar medidas de prevenção para prevenir a transmissão do vírus a outras pessoas. É recomendado à pessoa que esteja atenta a sinais de deterioração rápida e que contacte o serviço de apoio ou regresse ao hospital se a doença se agravar. Entre os sinais de emergência que indicam a necessidade de procurar imediatamente cuidados médicos estão a dificuldade em respirar ou falta de ar, dor persistente ou pressão no peito, confusão, ou tom azul na pele dos lábios ou da cara. As recomendações sobre quando terminar o isolamento em casa variam de país para país.
Os sintomas de casos ligeiros e moderados podem ser aliviados com antipiréticos como o paracetamol ou anti-inflamatórios não esteroides como o ibuprofeno. Não há evidências de que os anti-inflamatórios não esteroides estejam associados a efeitos adversos mais graves, maior mortalidade ou diminuição da qualidade de vida de pacientes com COVID-19. No entanto, o ibuprofeno não está recomendado em mulheres grávidas ou crianças com menos de seis meses. Nos casos moderados em que se suspeite de pneumonia bacteriana podem ser administrados antibióticos.

### Casos graves
Os casos graves ou em risco de rápida deterioração requerem internamento hospitalar. Em adultos, os casos graves definem-se por casos em que existem sinais clínicos de pneumonia e pelo menos mais um dos seguintes sintomas: frequência respiratória superior a 30 respirações por minuto, desconforto respiratório grave ou saturação de oxigénio inferior a 90%. Em crianças, casos graves são os casos em que existem sinais de pneumonia e pelo menos mais um dos seguintes sintomas: cianose central ou saturação de oxigénio inferior a 90%, desconforto respiratório grave, sinal geral de perigo, incapacidade de amamentar ou beber, letargia, perda de consciência ou convulsões.
Em pessoas com sinais de emergência é recomendada a desobstrução imediata das vias respiratórias e administração de oxigénio. A oxigenação pode ser melhorada com o uso de uma máscara não reinalante e o repouso em posição prona. Em pacientes despertos e não intubados, a posição prona espontânea melhora a oxigenação e pode atrasar ou diminuir a necessidade de cuidados intensivos.
A dor e a febre podem ser aliviadas com antipiréticos e analgésicos, embora as evidências atuais não apoiem a administração rotineira de antipiréticos no tratamento de febre em infeções respiratórias. Alguns médicos têm sugerido que os anti-inflamatórios não esteroides como o ibuprofeno possam agravar a doença, embora não haja atualmente evidências fortes que apoiem esta hipótese. No entanto, o ibuprofeno não é recomendado durante a gravidez ou em recém-nascidos. Em alguns casos podem ser administrados medicamentos antimicrobianos para prevenir o aparecimento de infeções bacterianas. Os corticosteroides não são eficazes nem recomendados. Alguns antivirais existentes no mercado para outras doenças estão a ser usados de forma experimental no tratamento de COVID-19.

### Casos críticos
Nos casos que não respondem a oxigenoterapia pode ser considerada ventilação mecânica. Nos casos com deterioração aguda, a insuficiência respiratória progressiva e a sepse podem ser tratadas com hemodiálise, administração de vasopressores ou antimicrobianos, reanimação hídrica, intubação endotraqueal e ventilação mecânica. Alguns pacientes podem necessitar de oxigenação por membrana extracorpórea.

## Prognóstico
Cerca de 80% dos casos confirmados são ligeiros ou assintomáticos e a maioria recupera sem sequelas. No entanto, 15% são infeções graves que necessitam de oxigénio e 5% são infeções muito graves que necessitam de ventilação assistida em ambiente hospitalar. Os casos ligeiros geralmente recuperam ao fim de duas semanas, enquanto os casos graves e críticos podem demorar de 3 a 6 semanas a recuperar. Dos casos que resultaram em morte, a maior parte dos pacientes tinha o sistema imunitário debilitado por idade avançada ou problemas de saúde anteriores, como hipertensão, diabetes ou doenças cardiovasculares. As crianças apresentam geralmente sintomas ligeiros e uma probabilidade muito menor de desenvolver doença grave.
Os casos mais graves podem evoluir para pneumonia grave com insuficiência respiratória grave, falência de vários órgãos e morte. Entre as possíveis complicações estão sepse, coagulopatia e lesões no coração, rins e fígado. Entre os casos que resultaram em morte, o intervalo de tempo entre o início dos sintomas e a morte tem sido de 2 a 8 semanas. Os exames histopatológicos de autópsias revelam lesão alveolar difusa com exsudatos celulares fibromixoides em ambos os pulmões. Foram também observadas alterações citopáticas virais nos pneumócitos. A aparência do pulmão era semelhante à da síndrome respiratória aguda grave. Em 11,8% das mortes reportadas pela Comissão Nacional de Saúde da China, as lesões no coração estavam associadas a níveis elevados de troponina ou parada cardíaca.
Pacientes com Covid-19 que recebem oxigenoterapia ou apresentam febre apresentam redução do volume de substância cinzenta na rede frontal-temporal do cérebro.
Em pessoas com menos de 50 anos de idade, o risco de morte é inferior a 0,5%, enquanto em pessoas com mais de 70 é superior a 8%. A mortalidade é influenciada pelos recursos médicos e socioeconómicos de determinada região. As estimativas da taxa de mortalidade da doença variam significativamente, devido não só às diferenças regionais nos cuidados de saúde mas também devido a dificuldades metodológicas. Muitos dos casos ligeiros ou assintomáticos não chegam a ser contabilizados, o que pode fazer com que a taxa de mortalidade seja sobrestimada. Por outro lado, o facto de as mortes serem o resultado de infeções contraídos no passado pode significar que as taxas de mortalidade atuais são subestimadas.
Embora ainda não haja dados específicos para a COVID-19, com base nos dados de outros vírus semelhantes, como o da SARS ou MERS, é possível que as grávidas estejam em maior risco de desenvolver infeção grave. É provável que fumar esteja associado a pior prognóstico.
Desconhece-se ainda se contrair uma infeção proporciona ou não imunidade eficaz e a longo prazo em pessoas que recuperam da doença.
| Idade         | 80+  | 70-79 | 60-69 | 50-59 | 40-49 | 30-39 | 20-29 | 10-19 | 0-9 |
| ------------- | ---- | ----- | ----- | ----- | ----- | ----- | ----- | ----- | --- |
| China         | 14,8 | 8.0   | 3,6   | 1,3   | 0,4   | 0,2   | 0,2   | 0,2   | 0,0 |
| Itália        | 13,2 | 6,4   | 2,5   | 0,2   | 0,1   | 0,0   | 0,0   | 0,0   | 0,0 |
| Coreia do Sul | 8,2  | 4,8   | 1,4   | 0,4   | 0,1   | 0,1   | 0,0   | 0,0   | 0,0 |

| Doença      | Hipertensão arterial | Diabetes | Doenças cardiovasculares | Doença respiratória crónica | Cancro | Sem outras doenças |
| ----------- | -------------------- | -------- | ------------------------ | --------------------------- | ------ | ------------------ |
| Mortalidade | 6,0                  | 7,3      | 10,5                     | 6,3                         | 5,6    | 0,9                |

## Epidemiologia
A taxa de letalidade da COVID-19 depende da qualidade dos serviços de saúde, da resposta das autoridades, da média de idades e saúde da população e do número dos casos não diagnosticados. Num relatório de 6 de março de 2020, a OMS estimava a taxa bruta de mortalidade (número de mortes divididas pelo número de casos confirmados) em 3–4%. Um artigo com revisão por pares publicado em 19 de março do mesmo ano estima a taxa de letalidade entre todos os casos sintomáticos em 1,4% (IQR 0,9–2,1%).
A velocidade de transmissão do vírus é maior em situações em que as pessoas estão em contacto próximo ou viajam para outras regiões. As restrições de viagens permitem diminuir o número básico de reprodução de 2,35 para 1,05, o que permite controlar a epidemia.
Um estudo descritivo em Wuhan não encontrou evidências de transmissão através de sexo vaginal, embora os autores fizessem notar que fosse possível transmissão por outras vias. A transmissão do vírus entre a mãe e o feto durante a gravidez é possível e ocorre numa pequena percentagem de casos durante o terceiro trimestre, sendo as taxas de infeção semelhantes às de outros patógenos que causam infeções congénitas. No entanto, ainda não são claras as taxas de transmissão no início da gravidez nem o potencial risco na mortalidade ou morbilidade infantil.

## História
Os coronavírus são uma grande família de vírus que causam várias doenças respiratórias, desde doenças ligeiras como a constipação até doenças mais graves como a síndrome respiratória aguda grave (SARS). Entre outras epidemias causadas por coronavírus estão a epidemia de SARS em 2002-2003 e a epidemia de síndrome respiratória do Médio Oriente (MERS) em 2012.
O SARS-CoV-2 foi identificado pela primeira vez por autoridades da cidade de Wuhan, capital da província de Hubei na China, entre pacientes que tinham desenvolvido pneumonia sem causa identificável. O surto inicial deu origem a uma pandemia global que à data de 29 de junho de 2025 tinha resultado em 778 276 535 casos confirmados e 7 097 307 mortes em todo o mundo.
Pensa-se que o SARS-CoV-2 tenha origem zoonótica. A primeira transmissão para seres humanos ocorreu em Wuhan, na China, em novembro ou dezembro de 2019. No início de janeiro de 2020, a principal fonte de infeção era já a transmissão entre seres humanos.
Em janeiro de 2020, cientistas chineses publicaram a sequência de ácidos nucleicos do SARS-CoV-2 para que os laboratórios de todo o mundo pudessem desenvolver testes PCR para detectar infecção pelo vírus. Em 18 de março de 2020 foi publicado o primeiro teste serológico para deteção de anticorpos no sangue. Em 21 de março, a FDA aprovou o primeiro teste no ponto de atendimento.

## Sociedade e cultura

### Desinformação
Durante a pandemia de 2019 começaram a circular nas redes sociais vários boatos, mitos e desinformação relativos à nova doença. À data de março de 2020, não existiam ainda quaisquer medicamentos comprovadamente eficazes para o tratamento de COVID-19, embora estivessem vários em fase de testes. É falsa a informação de que as vacinas contra a pneumonia, como a vacina contra a doença pneumocócica ou a vacina contra o Haemophilus influenzae tipo b, possam proteger contra o novo vírus. Não há evidências de que lavar o nariz com solução salina ou comer alho ofereçam qualquer proteção contra o novo coronavírus. Os antibióticos destinam-se a tratar infeções com bactérias e não são eficazes contra vírus. No entanto, podem ser necessários em casos graves que desenvolvam outras infeções pulmonares.
É falsa a informação de que apenas as pessoas idosas contraem o vírus. Embora idosos e pessoas com outras doenças crónicas como hipertensão, diabetes ou doenças cardiovasculares sejam mais susceptíveis à infeção, o vírus pode infetar pessoas de qualquer idade. É falsa a informação de que o vírus não se transmite em climas quentes. O vírus pode ser transmitido em qualquer região do mundo, incluindo regiões com clima quente e húmido. É falsa a informação de que o tempo frio mate o vírus. A temperatura corporal mantém-se por volta dos 37º, independentemente do tempo ou temperatura exterior. Tomar um banho quente também não previne nem mata os vírus, dado que a temperatura do corpo se mantém inalterada. É falsa a informação de que os coronavírus possam ser transmitidos pela picada de mosquitos. Os coronavírus são vírus respiratórios que se transmitem por gotículas ao tossir ou espirrar.
É falsa a informação de que os secadores de mãos possam matar os vírus. Não devem ser usadas lâmpadas ultravioleta para esterilizar as mãos, as quais podem causar irritações na pele. Os scanners térmicos são apenas eficazes para detectar pessoas com febre e não detectam pessoas infetadas que ainda não desenvolveram sintomas. O período de incubação da doença, entre a exposição ao vírus e a manifestação de sintomas como febre, é de 2 a 14 dias. Espalhar álcool ou cloro pelo corpo não mata os vírus que já entraram no corpo e pode causar lesões nas mucosas.

## Investigação

### Vacina
À data de março de 2021, as vacinas foram projetadas e estão sendo usadas. No entanto, estavam em desenvolvimento 212 candidatas a vacinas, das quais 48 na fase de avaliação clínica. Destas, 11 encontravam-se já na fase III dos ensaios clínicos, que é a fase final de desenvolvimento e envolve testes em dezenas de milhar de voluntários. As vacinas que estão em uso emergencial pelo mundo são a AZD1222 da Universidade de Oxford e AstraZeneca, a Ad5-nCoV da CanSino Bio, a BNT162b2 da BioNTech/Pfizer, a Gam-COVID-Vac (ou Sputnik V), a CoronaVac da Sinovac Biotech e Instituto Butantan, a mRNA-1273 da Moderna/NIAID e a Ad26.COV2.S da Janssen.

### Antivirais
O remdesivir é a única medicação para COVID-19 aprovada para uso hospitalar nos Estados Unidos e no Brasil, reduzindo em até 2 dias o tempo de internação. Em março de 2021, a OMS emitiu comunicado dizendo que a cloroquina e a hidroxicloroquina não funcionam para lidar com a COVID-19, solicitando que o orçamento investido seja redirecionado. Ademais, no mesmo mês, a Associação Médica Brasileira emitiu comunicado falando que "Cloroquina e outros remédios sem eficácia [ivermectina, azitromicina, nitazoxanida] não funcionam para COVID-19 e devem ser evitados".
Até março de 2021, a OMS ainda não aprovou qualquer medicamento para o tratamento de infeções por coronavírus em seres humanos. Estudos liderados pela organização mostraram a ineficácia de diversos antivirais, entre os quais lopinavir/ritonavir, remdesivir, hidroxicloroquina e interferão beta-1a. Ainda, existem estudos adicionais para verificar a eficácia dos medicamentos oseltamivir, ganciclovir, favipiravir, baloxavir marboxil, umifenovir e interferão alfa.
Um estudo em 80 pacientes que comparou a eficácia do favipiravir em relação ao lopinavir/ritonavir, observou que o favipiracivir eliminou a presença de vírus em apenas 4 dias, em comparação com os 11 dias do grupo de controlo, e que 91,43% dos pacientes apresentavam melhorias nas TAC com poucos efeitos secundários. No entanto, as conclusões deste estudo são limitadas, por não ter sido um ensaio aleatorizado controlado com dupla ocultação.

### Imunidade passiva
À data de março de 2020 estava a ser investigada enquanto método de imunização a transferência de sangue doado com anticorpos produzidos pelo sistema imunitário de pessoas que recuperaram de COVID-19. A mesma estratégia tinha sido já tentada para a SARS. Antecipa-se que o mecanismo de ação pelo qual a terapia com anticorpos possa mediar a defesa contra o SARS-CoV-2 seja a neutralização viral, embora possam ser possíveis outros mecanismos, como a citotoxicidade mediada por células dependente de anticorpos ou a fagocitose. Estão também em desenvolvimento outras formas de terapia de imunidade passiva, entre as quais o uso de anticorpos monoclonais.

### Autoridades de saúde
- Portugal: Ministério da Saúde e Direção-Geral de Saúde
- Brasil: Ministério da Saúde
- Estados Unidos: Centers for Disease Control and Prevention (em inglês)
- União Europeia: Centro Europeu de Prevenção e Controlo das Doenças (em inglês)

### Informação geral
- «Um guia do novo coronavírus». da Revista Pesquisa FAPESP
- «Página de informação da Organização Mundial de Saúde (em inglês)»
- «Evolução dos casos: Johns Hopkins University (em inglês)»

### Publicações científicas
- «ARRS - AJR Open Access COVID-19 Collection». (em inglês)
- «British Medical Journal COVID-19 collection». (em inglês)
- «European Radiology COVID-19 - latest articles». (em inglês)
- «New England Journal of Medicine COVID-19 resources». (em inglês)
- «RSNA COVID-19 research»
- «The Lancet COVID-19 resource centre». (em inglês)
- «WHO: Global research on coronavirus disease». (em inglês)